# Gol-Cha!
Gol-Cha! – debiutancki minialbum południowokoreańskiej grupy Golden Child, wydany 28 sierpnia 2017 roku przez wytwórnię Woollim Entertainment. Płytę promował singel „DamDaDi”. Sprzedał się w nakładzie 27 808 egzemplarzy w Korei Południowej (stan na listopad 2017 r.).

## Lista utworów
| CD | CD                                                               | CD                                         | CD                      | CD                      | CD      |
| Nr | Tytuł utworu                                                     | Tekst                                      | Kompozycja              | Aranżacja               | Długość |
| -- | ---------------------------------------------------------------- | ------------------------------------------ | ----------------------- | ----------------------- | ------- |
| 1. | „Gol-Cha!”                                                       |                                            | J. Yoon                 | J. Yoon                 | 1:04    |
| 2. | „DamDaDi” (kor. 담다디)                                          | Yeahnice, Gavin, JayJay, Lee Jang-jun, TAG | Yeahnice, Gavin, JayJay | Yeahnice, Gavin, JayJay | 3:22    |
| 3. | „Nalang hae” (kor. 나랑 해, ang. With Me)                        | Shim Eun-ji, Raphael, Croq                 | Shim Eun-ji, Raphael    | Shim Eun-ji, Raphael    | 3:30    |
| 4. | „Nae nuneul uisimhae” (kor. 내 눈을 의심해, ang. What Happened?) | 1Take, TAK                                 | 1Take, TAK              | 1Take, TAK              | 3:24    |
| 5. | „Nega neomu joha” (kor. 네가 너무 좋아, ang. I Love You So)      | ESBEE, 리시, Stereo14, Lee Jang-jun, TAG   | ESBEE, 리시, Stereo14   | ESBEE, 리시, Stereo14   | 3:05    |
| 6. | „SEA”                                                            | Razer, Moon Seolly, Lee Jang-jun, TAG      | Razer                   | Razer                   | 3:25    |

## Notowania
| Lista                   | Pozycja |
| ----------------------- | ------- |
| Gaon Weekly Album Chart | 3       |
| Five Music (Tajwan)     | 3       |